# مؤشر الالتهابات الغذائية
بدأ تطوير مؤشر الالتهابات الغذائية DII في عام 2004، وظهرت النسخة الأولى من DII لأول مرة في ديسمبر 2009. ومع ذلك، لم يتم استخدام هذه النسخة الأقدم مطلقاً في ورقة منشورة. كان لها عدة عيوب، مثل كونها متحيزة إحصائياً، وحذف تأثير الفلافونويد، وعكسها (تسجيل الأنظمة الغذائية الالتهابية على أنها سلبية). تم إصدار DII جديد ومنقح في عام 2014. وسرعان ما اكتسب هذا الإصدار استحساناً كأداة بحث لدراسة الالتهابات المرتبطة بالنظام الغذائي والنتائج المتعلقة بالصحة، وهو الإصدار الذي يشار إليه عادة باسم DII. تم تطوير E-DII لاحقاً. بناءً على طلب وزارة الزراعة الأمريكية، تم تطوير DII للأطفال في عام 2018.

## الاثبات
لقد أُخضِع DII للتحقق من صحة البناء ويرتبط بالعديد من علامات الالتهابات، بما في ذلك إنترلوكين 1 بيتا، إنترلوكين 4، إنترلوكين 6، إنترلوكين 10، عامل نخر الورم TNFα-R، بروتين سي التفاعلي، والهموسيستين، سواء بشكل فردي أو كعلامة حيوية مشتركة للالتهابات.

## روابط صحية
ارتبط مؤشر DII بعدد كبير من النتائج الصحية الفعلية، بما في ذلك متلازمة التمثيل الغذائي، والربو ووظائف الرئة، وسرطان الرئة، وسرطان المريء، وسرطان القولون والمستقيم، وسرطان الثدي، وسرطان البروستاتا، وسرطان البنكرياس، وسرطان بطانة الرحم، وأمراض القلب والأوعية الدموية، والاكتئاب، والتيلومير. الطول، وكثافة المعادن في العظام، والسمنة، والوفيات الإجمالية.

## التوفّر
تم نشر أوزان DII في ورقة علمية عام 2014. ومع ذلك، فإن حساب درجات DII يتطلب قاعدة بيانات للتغذية وتطبيع الدرجات الغذائية بالنسبة إلى المدخول الغذائي القياسي العالمي، وقد لاحظ المؤلفون الأصليون أخطاء كبيرة في الأدبيات المنشورة. يتطلب كل من E-DII وC-DII قواعد بيانات مقارنة فريدة من نوعها وهي من منتجات Connecting Health Innovations وهي غير متاحة للعامة.

## أنظر أيضا
مضاد التهاب